# Provincia di Arequipa
La provincia di Arequipa è una provincia del Perù nella regione di Arequipa. Ha come capoluogo la città omonima.

## Geografia antropica

### Suddivisioni amministrative
È divisa in 29 distretti:
- Alto Selva Alegre
- Arequipa
- Cayma
- Cerro Colorado
- Characato
- Chiguata
- Jacobo Hunter
- José Luis Bustamante y Rivero
- La Joya
- Mariano Melgar
- Miraflores
- Mollebaya
- Paucarpata
- Pocsi
- Polobaya
- Quequeña
- Sabandía

- Sachaca
- San Juan de Siguas
- San Juan de Tarucani
- Santa Isabel de Siguas
- Santa Rita de Siguas
- Socabaya
- Tiabaya
- Uchumayo
- Vitor
- Yanahuara
- Yarabamba
- Yura